# Witold Maliszewski

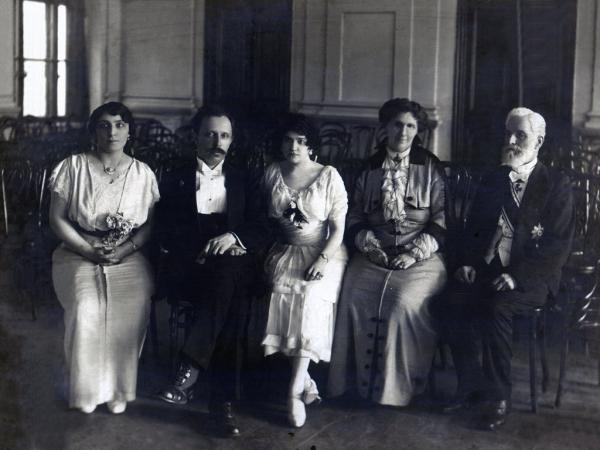
Conservatorio di Odessa 1916; Vitol'd Mališevskij, l'insegnante di canto Yulia Reider, Vassily Orlov, amministratore del Conservatorio e due studentesse

Witold Maliszewski (in russo Витольд Осипович Малишевский?, Vitol'd Osipovič Mališevskij; in ucraino Вітольд Йосифович Малішевський?, Vitol'd Josyfovyč Mališevs'kyj; Mohyliv-Podil's'kyj (Impero russo), 20 luglio 1873 – Zalesie (Varsavia), 18 luglio 1939) è stato un compositore e docente polacco, fondatore del Conservatorio di Odessa e professore al Conservatorio di Varsavia.

## Biografia
Maliszewski nacque a Mohyliv-Podil's'kyj, Impero russo (ora Ucraina). Si laureò al Conservatorio di San Pietroburgo, nella classe di Nikolaj Rimskij-Korsakov. Era un membro del Circolo di Beljaev. Nel 1913 divenne fondatore e primo direttore del Conservatorio di Odessa, che diede al mondo un numero di musicisti eccezionali, come David Ojstrach, Ėmil' Gilel's e Jakov Zak.
Dopo la rivoluzione russa, a causa dell'imminente minaccia della persecuzione bolscevica, Maliszewski emigrò in Polonia nel 1921. Nel 1925-1927 insegnò all'Università della Musica Fryderyk Chopin e fu direttore della Società Musicale di Varsavia. Nel 1927 fu presidente del primo Concorso pianistico internazionale Fryderyk Chopin. Dal 1931 al 1934 Maliszewski fu direttore del dipartimento di musica del ministero dell'Istruzione polacco. Dal 1931 al 1939 fu professore al Conservatorio di Varsavia.
Nell'Unione Sovietica fu vietato il nome di Maliszewski e nel 1950 il conservatorio da lui fondato a Odessa ricevette il nome di Antonina Neždanova, che non aveva legame alcuno con l'istituzione.
Morì a Zalesie vicino a Varsavia.

## Stile musicale
Lo stile di Maliszewski era in gran parte modellato sulle tradizioni musicali russe. Le sue sinfonie appartengono al tipo non programmatico (di Glazunov) e solo la quarta sinfonia in re maggiore op. 21 contiene elementi di danze polacche.

## Insegnamento
Tra i suoi studenti figurano Witold Lutosławski, Mykola Vilinsky, Shimon Shteynberg, Boleslaw Woytowicz, Felix Labunski, Feliks Rybicki.

## Opere scelte

### Teatro
- Syrena, Opera-Balletto in 4 atti, Op. 24; libretto di Ludomir Michał Rogowski (1927)
- Boruta, Ballet (1929)

### Orchestra
- Sinfonia n. 1 in sol minore, Op. 8 (1902)
- Joyful Overture (Ouverture joyeuse; Fröhliche Ouverture) in re maggiore, Op. 11 (1910)
- Sinfonia n. 2 in la maggiore, Op. 12 (1912)
- Sinfonia n. 3 in do minore, Op. 14 (1907?)
- Sinfonia n. 4 in re maggiore, Op. 21, Odrodzonej i odnalezionej ojczyźnie (To the newborn e recovered homeland) (1925)[6][7]
- Sinfonia n. 5

### Concerti
- Fantazja kujawska (Kuyavian Fantasy) per pianoforte e orchestra (1928)[8]
- Concerto in si bemolle minore per pianoforte e orchestra, Op. 29 (1938)

### Musica da camera
- Sonata per violino e piano, Op. 1 (1900)
- Quartetto per archi n. 1 in fa maggiore, Op. 2 (1902)
- Quintet in re minore per 2 violini, viola e 2 violoncelli, Op. 3 (1904)
- Quartetto per archi n. 2 in do maggiore, Op. 6 (1905)
- Quartetto per archi n. 3 in mi bemolle maggiore, Op. 15 (1914)
- Quattro pezzi per violino & piano, Op. 20 (1923)

### Pianoforte
- Six Piano Pieces, Op. 4 (1904)
- Prélude et fugue fantastiques in si bemolle minore, Op. 16 (1913)

### Coro
- Requiem (1930)
- Missa Pontificalis (1930)

## Discografia

### Incisioni d'archivio
- 1952 : Fantazja kujawska (Wladyslaw Kedra, Polish Radio Orchestra of Bydgoszcz, cond. Arnold Rezler)
- 1959 : Piano Concerto (Jakub Kalecki, Jerzy Gert)
- Piano Concerto (Andrzej Stefański, Polish Radio National SO)

### Incisioni commerciali
- 2014 : Works for Violin and Piano – Acte Préalable AP0285
- 2014 : Chamber Music vol. 1 – Acte Préalable AP0327
- 2015 : Complete Works for Piano – Acte Préalable AP0320
- 2017 : Chamber Music vol. 2 – Acte Préalable AP0376